# Taifa

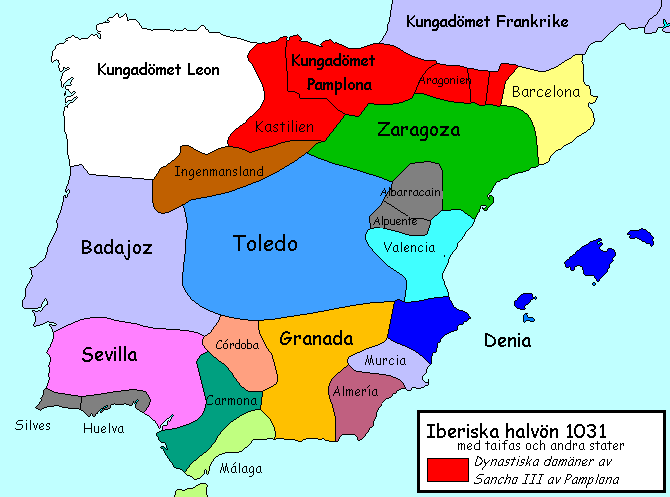
Iberiska halvön, politisk karta över stater och taifastater 1031.

En taifa var i det muslimska Spanien, al-Andalus, en självständig, stadsstat med omkringliggande landsbygd. 
De uppträdde under tre perioder av splittring av det moriska al-Andalus: den första taifaperioden 1031-1106, den andra 1145-1172, och den tredje 1232-1492. 
Taifastaterna var i praktiken självständiga småstater, men dess monarker utropade sig inte till kungar utan kallade sig emirer eller andra lägre titlar, för att bibehålla illusionen av att vara formellt underställda islams kalif. 

## Historik
Efter att det umayyadiska kalifatet i Córdoba fallit 1031 uppstod ett antal sådana muslimska emirat eller små kungadömen. Dessa blev senare samma sekel inkorporerade i almoravidernas rike. 
När almoraviderna störtades av almohaderna på 1100-talet uppstod en andra taifa-period innan dessa inkorporerades i Almohadernas rike. När Almohaderna föll på 1200-talet kom en tredje taifa-epok, som varade fram till att taifa-rikena erövrades av de kristna kungarikena på 1400-talet. 
Vid två tillfällen tillkallade dessa taifa-kungadömena nordafrikanska krigare till hjälp mot de kristna kungarna. Först almoraviderna efter Toledos fall 1085 och sedan almohaderna efter Lissabons fall 1147. Istället för att skydda taifa-kungadömena erövrade morerna dem och grundade sina egna imperier. När almoravidernas makt minskade i mitten av 1100-talet uppstod på nytt en period då taifa-kungadömen styrde det muslimska Spanien.
Under sina blomstringsperioder konkurrerade taifa-kungarna med varandra både med militära medel och genom att skänka glans åt sina hov genom att anlita de främsta poeterna och konstnärerna.
Muslimerna i Spanien uppgick bara till omkring 5 % av befolkningen vilket gjorde taifa-rikena militärt svaga. De besegrades ofta av de kristna kungarikena i norr som, då de ofta saknade de militära medlen som behövdes för att kontrollera de muslimska städerna, utkrävde en årlig tribut, den så kallade parias. Taifa-rikena anlitade ofta kristna legosoldater, även kristna ledare som El Cid Campeador, för att bekämpa sina grannar.

## Taifa-stater
De största taifa-staterna var:
- Emiratet av Granada som överlevde som vasallstat fram till 1492
- Taifa av Sevilla
- Taifa av Toledo som gick förlorat 1085
- Taifa av Zaragoza
- Batalyaws (Badajoz)
- Taifa av Denia

Som mest fanns tjugoen taifa-riken. Några av de övriga var:
- Taifa av Martula (Mertola)
- Taifa av Silves
- Taifa av Uhshunuba (Santa Mariya)
- Taifa av Beja